# Sporting Club Requena
L' Sporting Club Requena és un club de futbol de la ciutat de Requena (la Plana d'Utiel, País Valencià). Va ser fundat el 1928. El seu estadi és el Tomás Berlanga. Actualment juga al grup VI de la Tercera divisió. La seua primera equipació és pantaló blanc i samarreta negra amb franja diagonal blanca.

## Història
En els anys 20 del segle xx, l'experiència futbolística dels habitants de Requena es cristal·litza en la creació de l'Sporting Club Requena, el qual va ser donat d'alta a la Federació Valenciana el 1928.
D'entre dels diversos equips locals que van donar lloc a l'Sporting, hi destaca l'anomenat U.D. La Muerte, que duia per bandera la bandera pirata (calavera i dues tíbies entrecreuades). Per eixa raó, els seguidors del Sporting són "els pirates", i el vestuari de l'equip és blanc i negre.
Les primeres competicions oficials són després de la Guerra Civil. El 1945 juga la 2a Regional i ascendeix a Primera, però per poc temps.
A la dècada dels 50, l'Sporting deambula per la 3a Regional. Finalment, puja de nou a Segona Regional en la temporada 58/59, la qual donaria lloc a una de les millores èpoques del club. A la temporada 63/64 debuta a la 3a Divisió, el primer equip de Requena a jugar en una categoria nacional. Va estar durant cinc temporades en eixa categoria abans de tornar al pou de la Regional.
El SC Requena hi estaria entre 1a Regional i Preferent les dècades dels 70 i 80, on es jugaven partits de gran rivalitat amb l'Utiel o el San Antonio. Destaquen entrenadors com José Acebes o José Pons. El Chuchi va fer un bon treball d'equip però va acabar amb el descens.
El retorn a la 3a Divisió té lloc l'any 1985, en una eliminatòria front la Unió Esportiva Oliva per 2-3 i 6-1, amb uns grans partits de Castro. De nou van ser cinc els anys en què el SC Requena hi romandria en aquesta categoria. El 1990, després d'una mala temporada, s'hi torna a Preferent.
La dècada dels 90 i principis del nou segle queden emmarcats en una contínua aposta per l'ascens que mai arriba. Però, l'objectiu es compleix el 2005. Aquesta vegada, l'alegria dura menys i l'Sporting Club Requena descendeix només un any després, quedant últim de la categoria.

## Estadi
L'Estadi Tomás Berlanga és el camp on l'Sporting Club Requena juga els seus partits. Va ser inaugurat el 1983, davant un partit amb el València CF de Kempes, el qual es va imposar per 1 a 2. L'equip merengot va ser també el convidat al partit d'estrena després de la remodelació de l'estadi, al novembre del 2005. En aquesta ocasió, els locals van perdre per 1 a 3.
Després d'unes temporades amb gespa natural, als anys 80, es va decidir col·locar gespa artificial d'última generació i homologat per la UEFA per reduir costos i per millorar l'estat del camp. El seu nom fa honor a Tomás Berlanga, exalcalde de Requena, qui va contribuir a construir l'estadi. Actualment l'estadi té capacitat per a 3.500 espectadors, 3.000 asseguts i 500 de peu.